# Pobłogosławcie kobietę
Pobłogosławcie kobietę (ros. Благословите женщину, Błagosłovite żenszczinu) – rosyjski film dramatyczny z 2003 roku w reżyserii Stanisława Goworuchina, według powieści Iriny Griekowej „Mała gospodyni wielkiego hotelu”.

## Opis fabuły
Rok 1935, oficer Armii Czerwonej poznaje w niewielkiej nadmorskiej wiosce siedemnastoletnią Wierę. Duża różnica wieku nie staje na przeszkodzie rodzącemu się uczuciu. Wkrótce młoda dziewczyna rozpoczyna trudne życie żony żołnierza, wymagające nieustannych wyrzeczeń i poświęceń.

## Obsada
- Swietłana Chodczenkowa
- Aleksandr Bałujew jako Łariczew
- Olga Biereżkina jako Masza
- Inna Czurikowa jako Kunina
- Irina Kupczenko jako Anna
- Aleksander Michajłow jako Jurłow